# Sabal gretheriae
Sabal gretheriae es una especie de palmera originaria de Quintana Roo en México en la Península de Yucatán, donde está considerada en peligro de extinción por la pérdida de hábitat.

## Descripción
Es una especie muy similar a (S. mexicana) y algunos autores la consideran una Sinonimia de esta especie.

## Taxonomía
Sabal gretheriae fue descrita por Hermilio J. Quero Rico y publicado en Principes 35: 219–223, f. 1–6. 1991.
Etimología
Sabal: nombre genérico de origen desconocido, quizás basado en un nombre vernáculo.
gretheriae: epíteto otorgado en honor de Rosaura Grether, una botánico que trabajó con H.J.Quero.